# Jean-François Marmontel
Jean-François Marmontel, francuski pisac iz 18. stoljeća. Pripadnik je prosvjetiteljstva kao književnog stila. Rodio se je u siromašnoj obitelji u Bort-les-Orguesu, Limousina (danas Corrèze 11. srpnja 1722., a umro u Abbonvilleu (kod Saint Aubina na Gaillonu) 31. prosinca 1799. godine. Školovao se je kod isusovaca. Bavio se je poviješću, pisao enciklopedijske članke, uređivao jedan časopis, pisao operna libreta za komedije, pisao tragedije i dr. Najpoznatiji je po filozofskim romanima "Belizar" i drugim svojim filozofskim romanima u kojima zastupa ideje francuskog prosvjetiteljstva.
Član masonske lože Les Neuf Sœurs.